# Salvador Moncada
Pour les articles homonymes, voir Moncada (homonymie).
Sir Salvador Enrique Moncada, né le 3 décembre 1944 à Tegucigalpa au Honduras, est un pharmacologue hondurien et britannique.

## Biographie
Né au Honduras, il quitte son pays natal après ses études de médecine et rejoint en 1973 à Londres le département de pharmacologie. Il achève un doctorat en sciences en 1983 et acquiert entre-temps la nationalité britannique. Il poursuit ses travaux au laboratoire de recherche Wellcome, où il est nommé directeur de recherche. En 1995, il crée à l'université de Londres le Cruciform Project for Strategie Medical Research, dont il est directeur.
Lors d'un colloque de la Fondation cardiologique Princesse Lilian au domaine royal d'Argenteuil, Salvador Moncada rencontre la princesse Marie-Esméralda de Belgique, demi-sœur et filleule du roi Albert II. Le couple se marie en 1998 à Londres et a deux enfants (Alexandra et Leopoldo). Salvador Moncada a été nommé docteur honoris causa de l'université de Liège (Belgique) en mars 2006.
Il est fait chevalier le 31 décembre 2009, pour services rendus à la science.

## Distinctions
- 1997 : Docteur honoris causa de l'université d'Anvers
- 2006 : Docteur honoris causa de l'université de Liège[2]